# Fiona Dutriaux
Fiona Dutriaux, née le 25 janvier 1989 à Croix (Nord-Pas-de-Calais), est une coureuse cycliste française.

## Palmarès sur route
- 2009
  - 2e de la Flèche hesbignonne
- 2012
  - 3e de la Classic Féminine de Vienne Poitou-Charentes
- 2014
  - Begijnendijk
  - Oudenaarde
  - Sinaa
- 2015
  - Belsele
  - Dudzele

### Classements mondiaux
| Année                                 | 2012 | 2013 | 2014 | 2015 |
| ------------------------------------- | ---- | ---- | ---- | ---- |
| Classement UCI                        | 335e | 434e | 139e | 171e |
|                                       |      |      |      |      |
| Légende : nc = non classéSource : UCI |      |      |      |      |

## Palmarès sur piste

### Championnat d’Europe
- Cottbus 2007
  -  Championne d'Europe de la poursuite juniors

### Championnats nationaux
- 2006

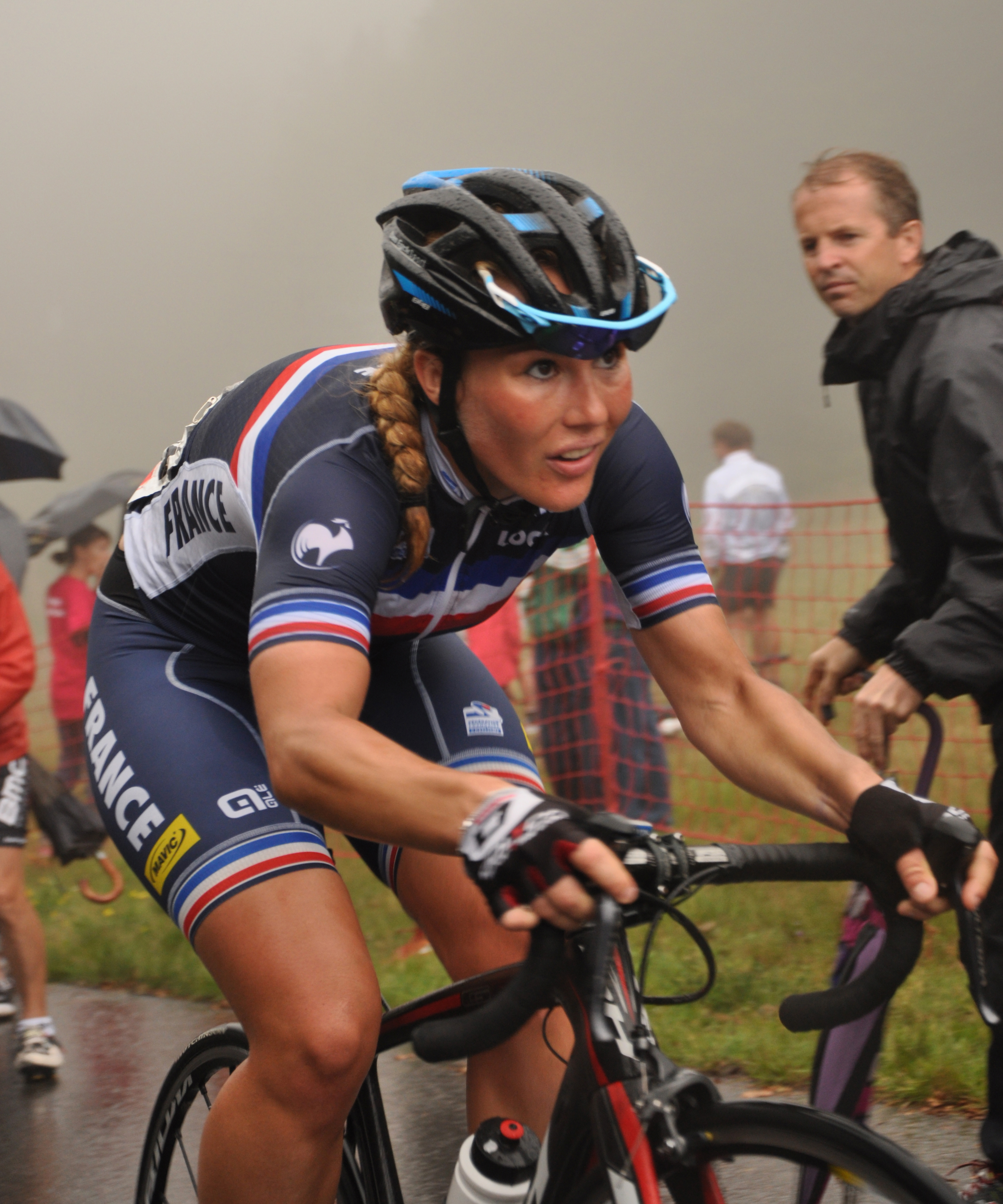
Lors de la Route de France féminine 2015

  -  Championne de France de poursuite juniors
  -  Championne de France de la course aux points juniors
  - 3e du 500 mètres juniors
- 2007
  -  Championne de France de poursuite juniors
  - 2e de la course aux points juniors
  - 3e du 500 mètres juniors
- 2009
  -  Championne de France de poursuite
  - 2e du scratch
- 2010
  -  Championne de France de la course aux points
  -  Championne de France de l'omnium
  - 2e du scratch
  - 3e de la poursuite
- 2012
  -  Championne de France de l'omnium
  - 2e de la course aux points
  - 2e de la poursuite
  - 3e du scratch
  - 3e de la poursuite par équipes avec Audrey Cordon et Emmanuelle Merlot
- 2013
  -  Championne de France de poursuite par équipes avec Audrey Cordon et Pascale Jeuland
  - 2e de la poursuite
- 2014
  -  Championne de France de poursuite par équipes avec Roxane Fournier et Pascale Jeuland
  - 2e de l'omnium
  - 3e de la course aux points
- 2015
  - 2e du scratch
  - 2e de la poursuite par équipes avec Élise Delzenne et Aurore Flamant
- 2017
  - 3e de l'omnium